# The Kovenant
The Kovenant is een Noorse black metalband uit Hamar en Oslo. De band werd opgericht in 1993 onder de naam Covenant, maar moest in 1999 van naam veranderen na een conflict met een gelijknamige Zweedse band.
In de jaren 90 maakte Covenant vooral symfonische black metal. Met de naamswijziging in 1999 werd ook muzikaal een andere koers ingeslagen, richting de industrial/industrial metal.

## Bandleden
Huidige bandleden
- Stian Arnesen (Nagash/Lex Icon) − zang, basgitaar (1991-heden)
- Amund Svensson (Blackheart/Psy Coma/Pzy-Clone) − gitaar (1991−heden)
- Jan Axel Blomberg (Hellhammer/von Blomberg) - drums (1991–2003; 2009–heden)
- Audun Stengel (Angel) - gitaar (2000–heden)
- Steinar Sverd Johnsen (Sverd) - keyboard (1998; 2009–heden)

Voormalige bandleden
- Jamie Stinson (Astennu) − gitaar (1998−1999)
- Sarah Jezebel Deva − zang (1998)
- Eileen Küpper – zang (1999–2003)
- Küth − drums (2003−2009)
- Geir Bratland (Brat) − keyboard (2003−2009)

## Discografie
Studio-albums
- In Times Before the Light (1997)
- Nexus Polaris (1998)
- Animatronic (1999)
- SETI (2003)